# Bona Espero
Bona Espero is een gemeenschap en een school voor zeer arme kinderen in Alto Paraíso, in de deelstaat Goiás van Brazilië, opgericht in 1957. Esperanto is er de algemene omgangstaal.
Als vestigingsplaats werd een prachtige wilde hoogvlakte midden in Brazilië gekozen, in de omgeving van het huidige dorp Alto Paraíso, in een beschermd natuurgebied waar enkele jaren geleden het Nationaal Park Chapada dos Veadeiros (Hoogvlakte van de Herten) werd gesticht.
Tot op heden worden in Bona Espero de kinderen - die vaak geen familie hebben, of gered zijn uit zeer slechte levensomstandigheden - beschermd, opgevoed en onderwezen door esperantisten. Ze leren lezen en schrijven (zowel in het Portugees als in het Esperanto, vaak door vrijwilligers die tijdelijk in Bona Espero verblijven), dankzij de financiële ondersteuning van esperantisten uit vele landen. De Braziliaanse staat geeft beperkte ondersteuning, onder andere door gratis elektriciteit te leveren. Dankzij de inzet van de beheerders zijn in de loop van de tijd al meer dan 350 kinderen opgevoed, waarvan 20 nu als gediplomeerde onderwijzers in naburige dorpen werken.
De maaltijden in Bona Espero zijn vegetarisch. De belangrijkste elementen van het dagelijkse menu zijn rijst of spaghetti of groentesoep, bonen of soja gecombineerd met andere groenten, en vruchten. Ook melk en kaas behoren tot de dagelijkse kost, zodat de kinderen genoeg eiwitten binnen krijgen. Op de boerderijschool worden op kleine schaal de diverse groenten, vruchten etc. gekweekt, alleen voor eigen gebruik, want de grond is ongeschikt voor commerciële akkerbouw. Het zelf kweken van de diverse gewassen, waardoor de circa 50 bewoners zichzelf kunnen voorzien van voedsel, wordt gerealiseerd volgens ecologische en milieuvriendelijke methoden.

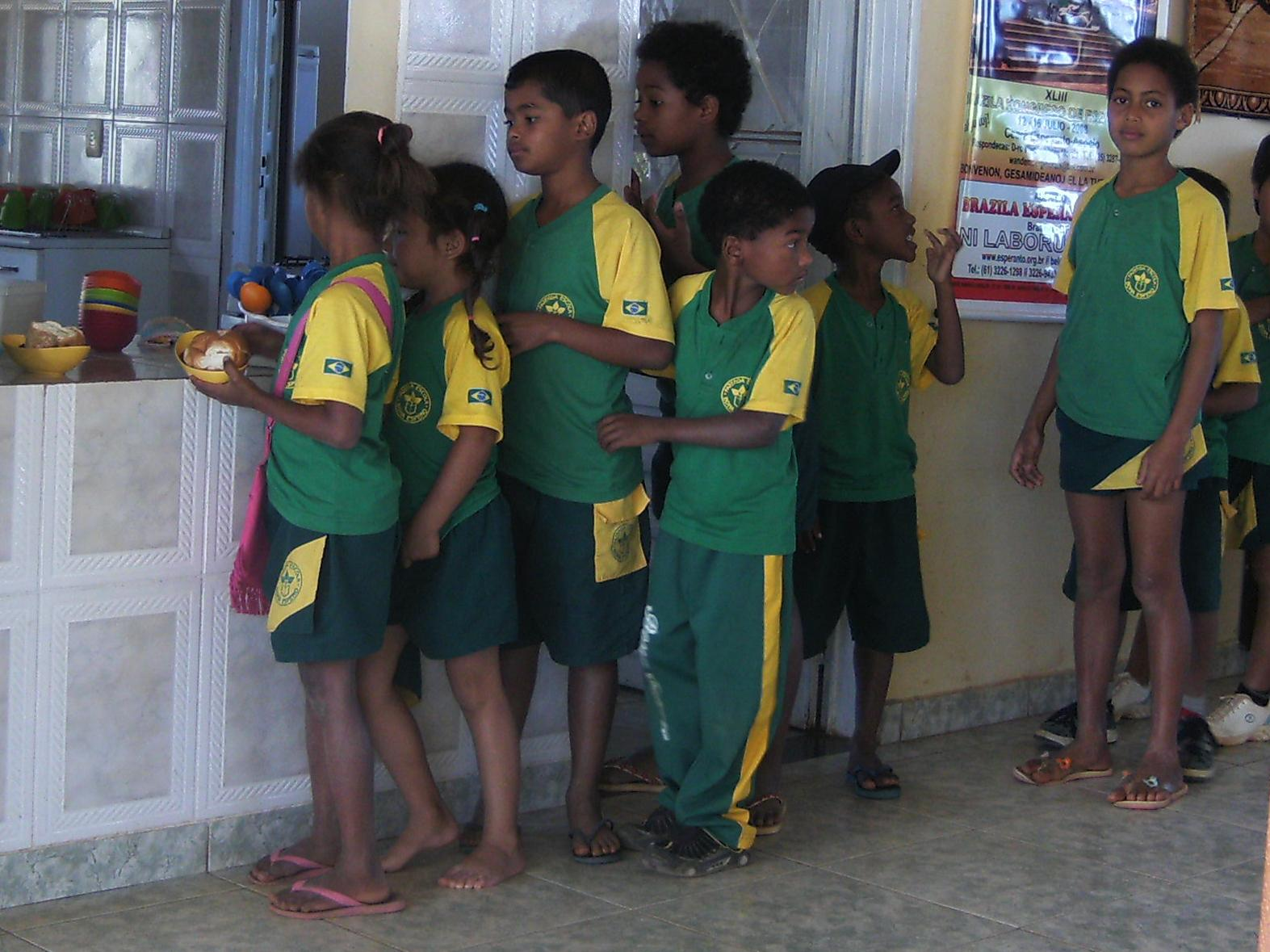